# Sumitomo Metal Mining

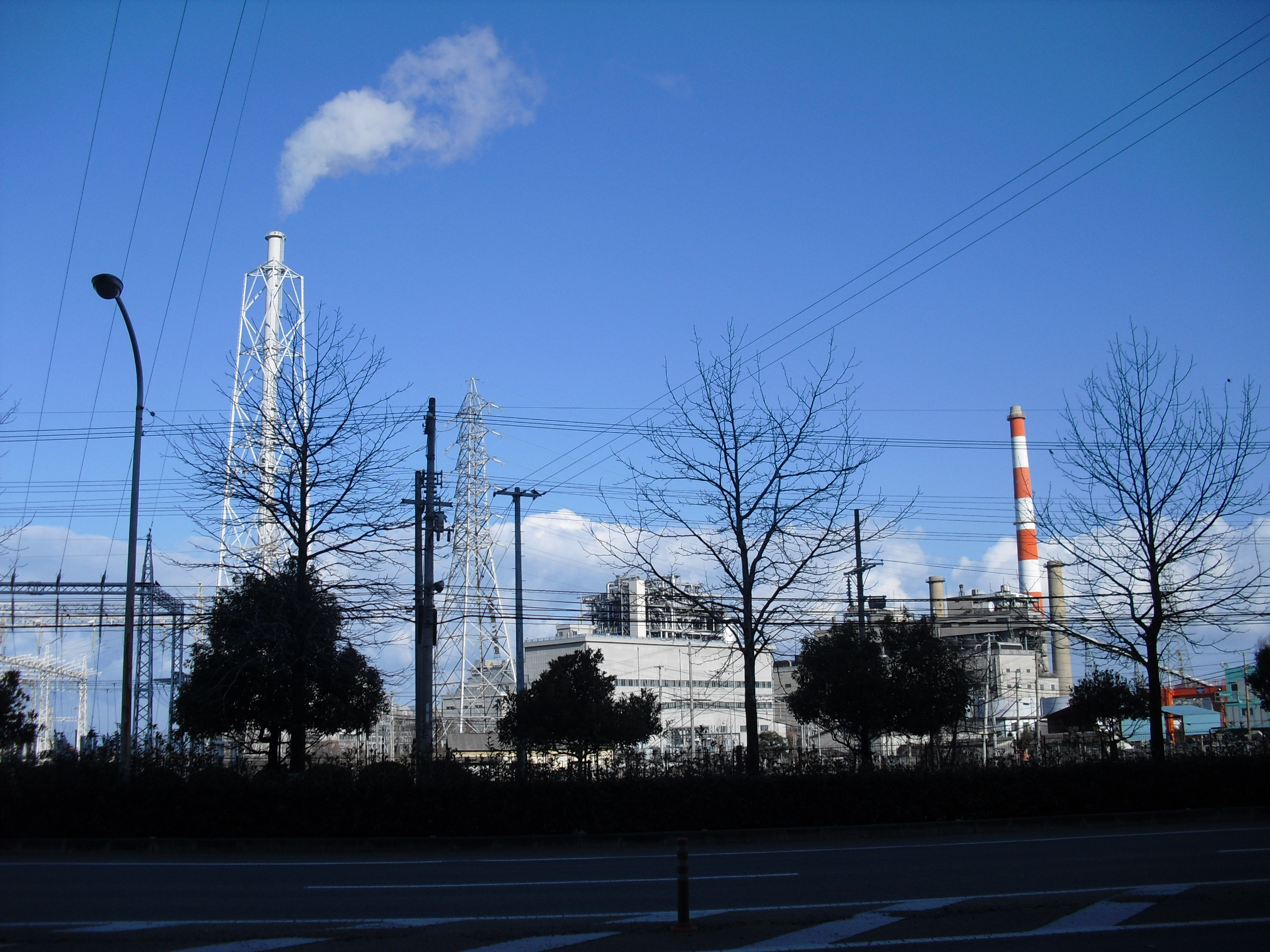
Sumitomo Metal Mining

Sumitomo Metal Mining (яп. 住友金属鉱山株式会社) — японська гірничодобувна компанія зі спеціалізацією на кольорових металах. Входить до кейрецу Sumitomo Group.

## Історія
В 1590 році один із засновників Sumitomo Group, Ріемон Сога, почав займатися виплавкою міді в Кіото. Він винайшов технологію відокремлення срібла від міді. В 1691 почалася розробка мідних рудників поблизу міста Нііхама, префектура Ехіме.
В 1905 на острові Сісака був введений в експлуатацію завод з виплавки міді.
В 1927 з Sumitomo Joint-stock Company і Besshi Mining Company була утворена Sumitomo Besshi Mining Co., Ltd. В 1937 Sumitomo Besshi Mining Co., Ltd. та Sumitomo Coal Mining Co., Ltd. були об'єднані в Sumitomo Mining Co., Ltd.
В 1939 на мідеплавильному заводі компанії були впроваджені установки очищення, які вирішили проблему викидів. У тому ж році був налагоджений випуск нікелю.
В 1946 назву компанії було змінено на Seika Kogyo (Mining) Co., Ltd. В 1950 гірничометалургійний дивізіон компанії був виділений в окрему структуру — Besshi Mining Co., Ltd., назву якого в 1950 було змінено на Sumitomo Metal Mining Co., Ltd.
В 1954 компанія входить в капітал Taihei Metal Industry Co., Ltd., що дозволяє істотно збільшити виробництво нікелю.
В 1956 зі створення компанії Hyuga Smelting Co., Ltd. почалося виробництво феронікелю. У березні 1957 була створена компанія Asakawa Industrial Co., Ltd., яка виробляла мастила на основі дисульфіду молібдену (у 1962 компанія була перейменована в Sumico Lubricant Co., Ltd.).
В 1960 створена Tokyo Electronic Metal Co., Ltd. для випуску діоксиду германію. В 1965 створена Центральна науково-дослідна лабораторія.
В 1971 в Тойо запущений мідеплавильний завод.
В 1982 виявлено золотоносне родовище поблизу Хісікарі. Орієнтовні запаси становили 120 тонн золота. Вже в 1983 році почалася розробка родовища.
В 1986 Sumitomo Metal Mining спільно з Sumitomo Corporation інвестували в проект з видобутку міді в Аризоні. Американським партнером виступила Phelps Dodge Corporation.
В 1988 компанія входить в капітал International Nickel Indonesia.
До 1997 на родовищі Хісікарі було видобуто 83 тонни золота. Таким чином, родовище стало найбільшим в Японії.
В 2004 було прийнято рішення розпочати видобуток міді в Перу. В 2005 компанія починає розробки мідних руд в Чилі.